# Ā̱̀
Ā̱̀ (minuscule : ā̱̀), appelé A macron accent grave macron souscrit, est une lettre latine utilisée dans l’écriture du kiowa.
Il s’agit de la lettre A diacritée d’un macron, d’un accent grave et d’un macron souscrit.

## Représentations informatiques
Le A macron accent grave macron souscrit peut être représenté avec les caractères Unicode suivants : 
- composé et normalisé NFC (latin étendu A, diacritiques) :

| formes    | représentations | chaînes de caractères | points de code       | descriptions                                                                          |
| --------- | --------------- | --------------------- | -------------------- | ------------------------------------------------------------------------------------- |
| capitale  | Ā̱̀               | Ā◌̱◌̀                   | U+0100 U+0331 U+0300 | lettre majuscule latine a macron diacritique macron souscrit diacritique accent grave |
| minuscule | ā̱̀               | ā◌̱◌̀                   | U+0101 U+0331 U+0300 | lettre minuscule latine a macron diacritique macron souscrit diacritique accent grave |

- décomposé et normalisé NFD (latin de base, diacritiques) :

| formes    | représentations | chaînes de caractères | points de code              | descriptions                                                                                      |
| --------- | --------------- | --------------------- | --------------------------- | ------------------------------------------------------------------------------------------------- |
| capitale  | Ā̱̀               | A◌̱◌̄◌̀                  | U+0041 U+0331 U+0304 U+0300 | lettre majuscule latine a diacritique macron souscrit diacritique macron diacritique accent grave |
| minuscule | ā̱̀               | a◌̱◌̄◌̀                  | U+0061 U+0331 U+0304 U+0300 | lettre minuscule latine a diacritique macron souscrit diacritique macron diacritique accent grave |